# Tanacetum rupestre
Tanacetum rupestre là một loài thực vật có hoa trong họ Cúc. Loài này được Popov ex Nevski miêu tả khoa học đầu tiên.